# Hunslet Alice Class
Die Lokomotiven der Alice Class des Herstellers Hunslet Engine Company sind kleine Tenderlokomotiven, die ab 1886 für den Einsatz auf 578 mm (22,75″) Spurweite im Dinorwic-Steinbruch in Nord-Wales gebaut wurden. Weitgehend baugleich waren vier Lokomotiven, die mit der gleichen Spurweite als Small Quarry Class an den Penrhyn-Steinbruch geliefert wurden sowie vier weitere Exemplare für andere Steinbrüche mit einer Spurweite von 597 mm (23,5″).
Die meisten dieser Lokomotiven sind bis in die 1950er oder 1960er Jahre im Einsatz gewesen, und alle 21 Exemplare sind bis heute erhalten geblieben. Fast alle sind inzwischen wieder in betriebsfähigem Zustand und fahren auf verschiedenen Museumsbahnen hauptsächlich in Wales.

## Einsatzgebiet
Die Lokomotiven wurden für Rangier- und Transportaufgaben innerhalb der Steinbrüchen selbst eingesetzt, oft auf Galerien, die nur über Schrägaufzüge erreicht werden konnten, und auf zum Teil provisorisch verlegten Gleisen. Für diesen Zweck mussten sie möglichst leicht sein und einen kurzen Radstand haben, um enge Kurven und unsauber verlegte Schienen befahren zu können.
Die Aufgabe der Lokomotiven war es einerseits, die Wagen mit dem herausgebrochenen Gestein zu den Schrägaufzügen bzw. zur Weiterverarbeitung zu bringen, und andererseits das nicht benötigte Material zu den Abraumhalden. Die dabei zurückgelegten Strecken waren kurz, meist nur in der Größenordnung von einigen hundert Metern, und die Lokomotiven konnten deshalb mit kleinen Wasser- und Kohlevorräten auskommen.

## Einteilung
Die Lokomotiven wurden nicht in geschlossenen Serien geliefert, sondern über fast zwei Jahrzehnte hinweg in kleinen Lieferungen von ein bis drei Stück (siehe Übersichtstabelle). Die Klassenbezeichnungen stammen nicht von Hunslet, sondern entstanden erst etwa Mitte des 20. Jahrhunderts im Zusammenhang mit der Korrespondenz zwischen Eisenbahnfreunden und den Steinbrüchen. Man kann vier Gruppen dieser Lokomotiven unterscheiden:
- Alice Class: elf Lokomotiven für den Dinorwic-Steinbruch (1886–1904)
- Early Dinorwic Port Class: zwei Lokomotiven für den Hafen des Dinorwic-Steinbruchs, manchmal auch zur Alice Class gezählt (1898)
- Small Quarry Class: vier Lokomotiven für den Penrhyn-Steinbruch (1894, 1899)
- ohne Bezeichnung: drei Lokomotiven für den Pen-yr-Orsedd-Steinbruch sowie eine für den Dorothea-Steinbruch (1899–1905)

In einigen Details, insbesondere in der Form des Rahmens und der Pufferbohlen, unterschieden sich die einzelnen Lieferungen voneinander; die Hauptabmessungen blieben jedoch über den gesamten Lieferzeitraum unverändert.
Eng verwandt mit diesen Lokomotiven – gleiche Kessel- und Zylinderabmessungen, Raddurchmesser und Achsstände – waren zwei besonders niedrig gebaute „Tunnellokomotiven“ für den Moel-Tryfan-Steinbruch (Tryfan und Cadfan), eine für einen spanischen Betrieb gebaute Lokomotive namens Huelva für 640 mm Spurweite sowie die Lokomotiven der Dinorwic Port Class.
Eine Variante für 914 mm Spurweite mit Innenrahmen und leicht abweichenden Kesselmaßen waren vier Lokomotiven für den Granitsteinbruch in Penmaenmawr sowie mindestens eine weitere Lokomotive dieser Bauart.

## Namen

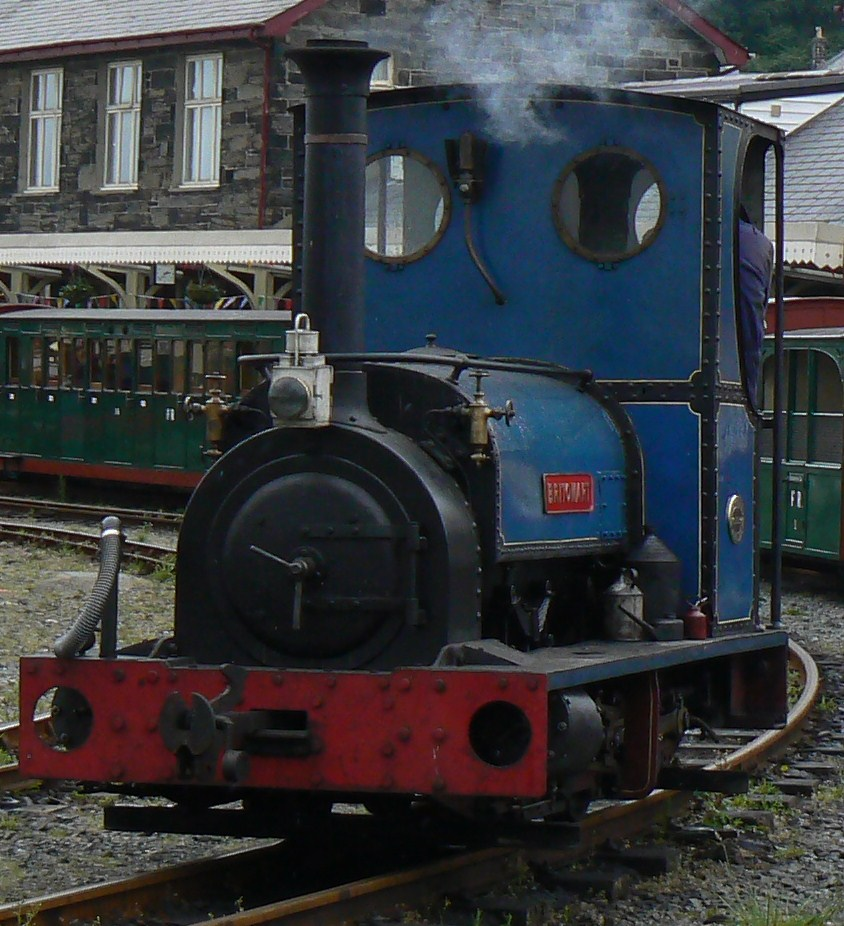
Britomart im Bahnhof Porthmadog Harbour

Die eigentliche Alice Class wurde nach der 1889 ausgelieferten zweiten Maschine benannt, die zunächst den Namen Alice erhalten hatte, später jedoch in King of the Scarlets umbenannt wurde. Später wurde der Name Alice, wie bereits erwähnt, an eine neuere Lokomotive der gleichen Klasse vergeben (Werk-Nr. 780). Das erste Exemplar (Werk-Nr. 409) hieß und heißt bis heute Velinheli, nach dem Namen der Ortschaft Y Felinheli, in der sich der Hafen des Steinbruchs befand. Den gleichen Namen trug ab 1895 auch eine der auf der Padarn Railway eingesetzten Lokomotiven.
Die meisten Lokomotiven des Dinorwic-Steinbruchs erhielten zunächst nur Nummern, ohne durchgängige Logik – so wurde die dritte Lokomotive der Klasse mit „No. 1“ bezeichnet und die fünfte als „The First“ (letzteres ist darauf zurückzuführen, dass The First und The Second im Hafen eingesetzt wurden und nicht im Steinbruch selbst). Später erhielten meisten Dinorwic-Lokomotiven die Namen von erfolgreichen Rennpferden, die sich im Eigentum der Steinbruchbesitzers befanden – eine im Vereinigten Königreich nicht unübliche Praxis, die sich z. B. auch bei den Lokomotiven der Klasse A3 der LNER findet.
Die Legende, dass die Pen-yr-Orsedd-Lokomotiven Una und Sybil nach kurz vor ihrer Indienststellung geborenen Kindern benannt wurden, konnte widerlegt werden; es gab keine Aufzeichnungen über in der passenden Zeit geborene Kinder mit diesen Namen. Tatsächlich stammt der Name Una wie der der Schwesterlokomotive Britomart wahrscheinlich aus einem Werk des Dichters Edmund Spenser.
Dorothea wurde einfach nach dem Namen ihres Steinbruchs benannt, und die Lokomotiven des Penrhyn-Steinbruchs trugen teilweise die Namen von Mitgliedern oder Freunden der Eigentümerfamilie.
Drei Lokomotiven wurden nach ihrer Restaurierung umbenannt: Elidir, die ehemalige Red Damsel, wurde nach Elidir Fawr benannt, dem Berg, an dessen Hängen sich der Dinorwic-Steinbruch befand, und Jonathan, die ehemalige Bernstein, nach dem Sohn ihres neuen Eigentümers. Thomas Bach (walisisch für kleiner Thomas), die ehemalige Wild Aster, hat ihren Namen von einem (relativ kurz gewachsenen) Lokführer, der schon in den Steinbrüchen gearbeitet hatte und schließlich für die Llanberis Lake Railway gefahren ist.

## Konstruktion

### Lauf- und Triebwerk
Die beiden Radsätze sind in einem Außenrahmen gelagert und werden von den außenliegenden Zylindern über Kurbelwangen angetrieben. Die Zylinder sind zur Verringerung der Gefahr der Beschädigung durch herumliegende Steinbrocken etwas erhöht und damit leicht schräg angeordnet. Die innenliegende Stephenson-Steuerung wirkt auf ebenfalls innenliegende Flachschieber und wird über einen Hebel auf der rechten Führerstandseite bedient.
Der Radstand der Lokomotiven beträgt nur 991 mm (3′ 3″); damit können sehr enge Radien von 6,40 m leicht („with ease“ laut Hunslet-Prospekt) durchfahren werden.
Ursprünglich waren die Lokomotiven mit Sandstreuern ausgestattet, die sich aber unter den Einsatzbedingungen in den Steinbrüchen nicht bewährt haben – wahrscheinlich war es unmöglich, den Sand trocken zu halten. Sie wurden deshalb an fast allen Lokomotiven entfernt.

### Kessel
Der Stehkessel ist deutlich breiter als lang und reicht hinter der Treibachse zwischen die Rahmenwangen hinab. Der Rost hat bei einer Tiefe von nur 32 cm eine Fläche von 0,23 m².
Der Langkessel enthält 28 Rauchrohre, und sein Durchmesser ist geringer als die Breite der Rauchkammer bzw. des Stehkessels. Dies wird jedoch durch den aufgesetzten Wassertank kaschiert.
Die erhöhte Oberseite des Stehkessels dient zur Dampfentnahme; nur bei einer einzigen Lokomotive der Klasse (Werk-Nr. 822, Maid Marian) war ein Dampfdom vorhanden. Heute ist die Werk-Nr. 409, Velinheli das einzige Exemplar mit einem Dampfdom; hierbei handelt es sich wahrscheinlich um einen 1925 gebauten Austauschkessel und nicht um den Originalkessel der Maid Marian. Grundsätzlich soll ein Dampfdom die Gefahr des Wasserreißens verringern, doch bei diesen Lokomotiven schien das nicht der Fall zu sein. Tatsächlich neigt die Velinheli nach Angaben ihrer Besitzer eher zum Wasserreißen als die auf der gleichen Bahn eingesetzte Covertcoat, die über keinen Dampfdom verfügt.
Die Sicherheitsventile befinden sich bei allen Lokomotiven auf dem Stehkessel. Bei Lokomotiven mit Führerhaus wird der aus den Ventilen austretende Dampf über Messingrohre durch das Dach geleitet.

### Vorräte
Die Lokomotiven sind – wie alle sogenannten Quarry Hunslets – Satteltanklokomotiven, d. h. der Wassertank liegt wie ein Sattel auf dem Kessel. Die Kesselspeisung erfolgt über Injektoren.
Der Kohlenbehälter befindet sich links vorne im Führerstand; für den ursprünglichen Einsatzzweck reichte die Menge von etwa 75 kg.

### Führerstand

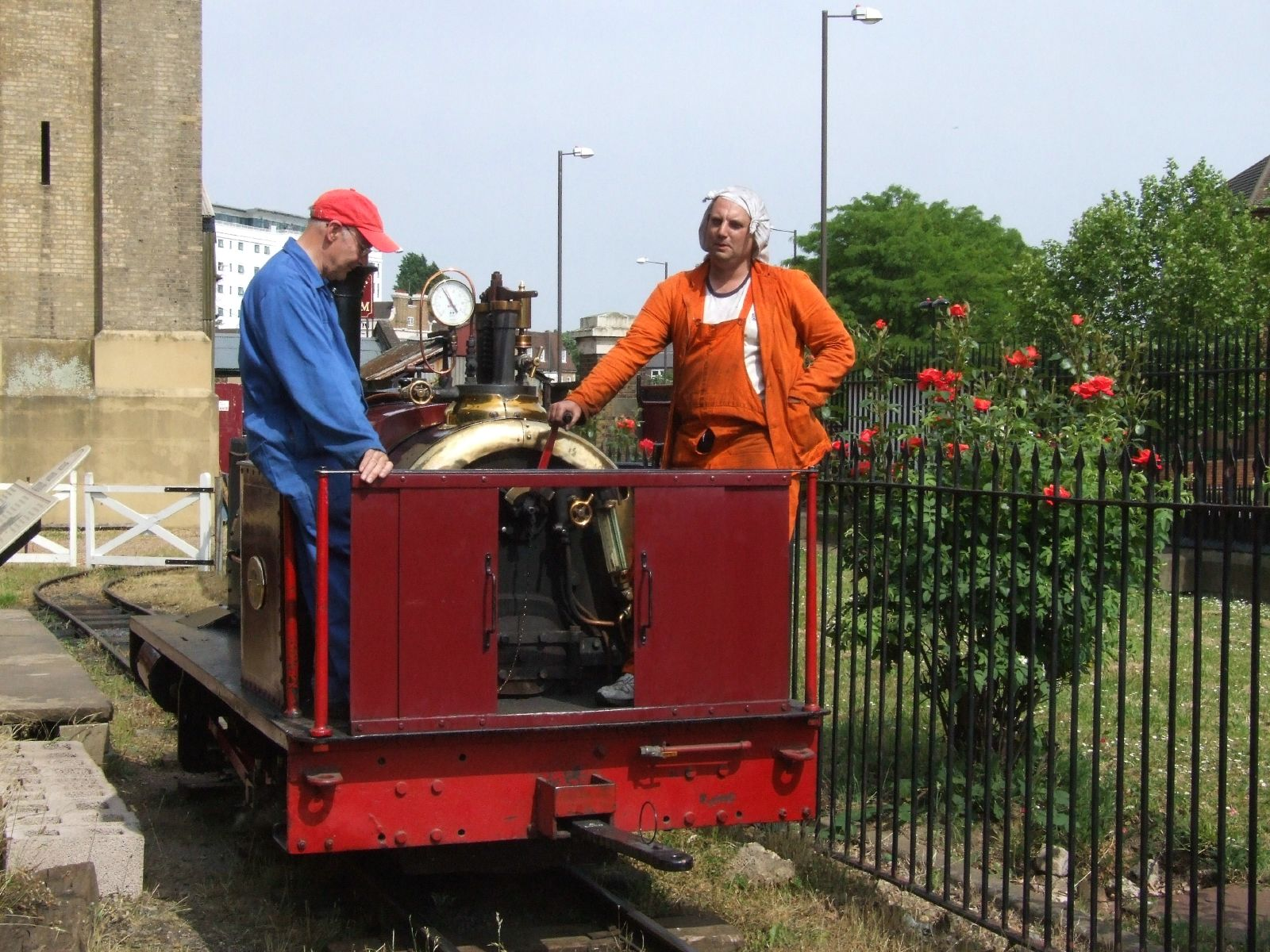
Die Cloister in der ursprünglichen Form ohne Führerhaus (mit geöffneter Rückwand)

Umlauf und Führerstand der Lokomotiven befinden sich auf der gleichen Höhe – dies ist ein Unterscheidungsmerkmal zu einigen ähnlichen Bauarten wie z. B. der nur wenig größeren Penrhyn Port Class.
Weil im Einsatz auch Tunnel und Ladebrücken passiert werden mussten, hatten die Maschinen für die Dinorwic- und Penrhyn-Steinbrüche ursprünglich keine Führerhäuser (mit Ausnahme der Irish Mail, bei der die Lieferung mit Führerhaus möglicherweise ein Versehen war). Selbst dort, wo genügend Raum gewesen wäre, bevorzugte das Personal wegen der besseren Übersicht führerhauslose Lokomotiven.
Für den späteren Betrieb in Museumsbahnen wurden einige Lokomotiven nachträglich mit Führerhäusern ausgestattet, wobei man sich an den von Hunslet gelieferten Originalführerhäusern orientierte. Da es auf dem kurzen Führerstand sehr eng ist, lässt sich die Rückwand öffnen, was bei stehender Lokomotive mehr Platz zur Bearbeitung der Feuerbüchse ermöglicht (zu sehen auf dem nebenstehenden Bild).

### Bremsen

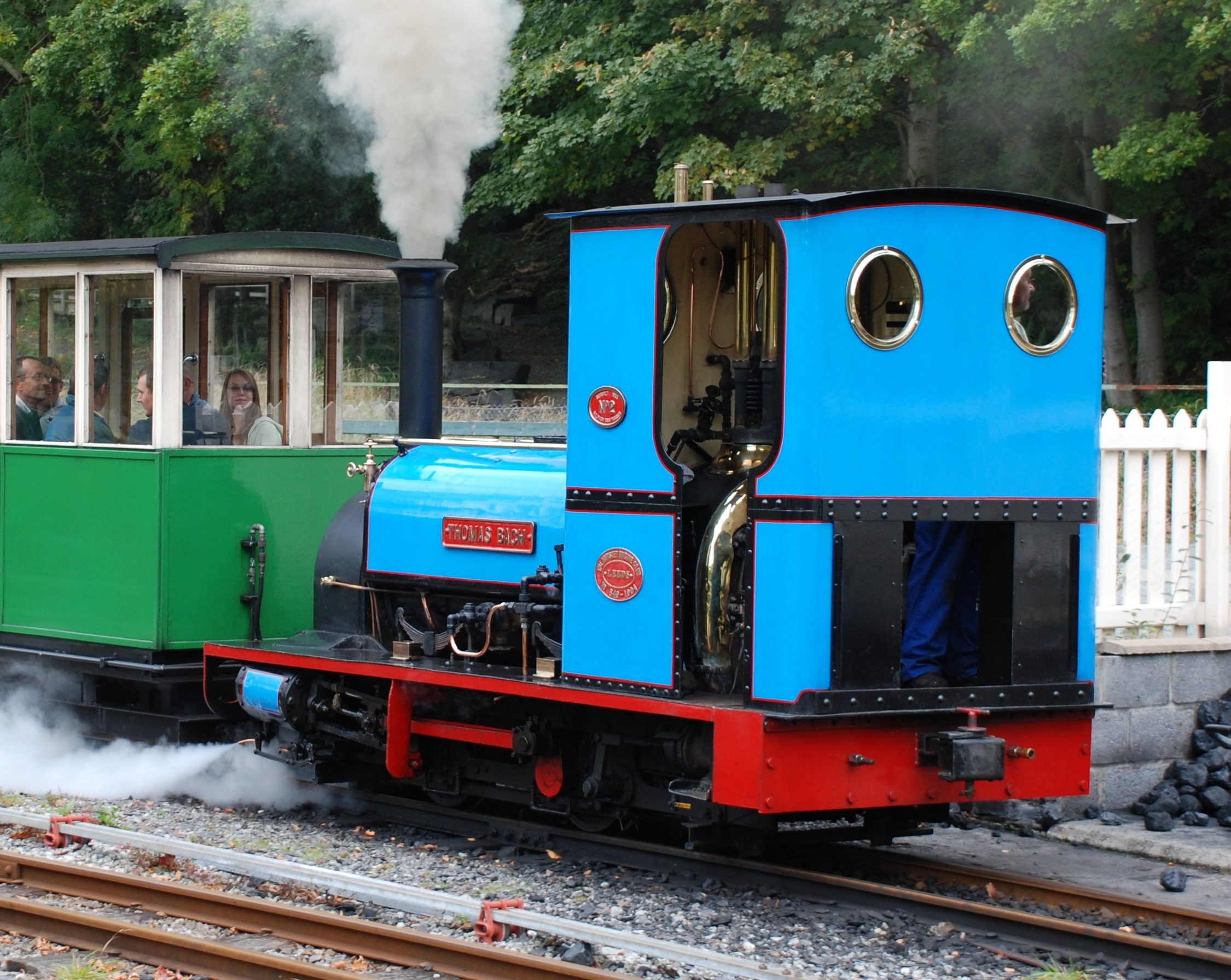
Thomas Bach mit einem Personenzug. Man erkennt den Dampfbremszylinder unter dem Führerhaus und den Anschluss für die Druckluftleitung neben der Kupplung.

Ursprünglich waren die Lokomotiven nur mit einer mechanischen Handbremse ausgestattet, die über eine senkrecht stehende Handkurbel bedient wird. Die Spindel wirkt über einen Hebel auf eine Querwelle hinter der Treibachse und von dort aus auf alle vier Räder.
Für den Betrieb mit Fahrgästen ist die mechanische Bremse zulassungstechnisch nicht ausreichend, und die dafür verwendeten Lokomotiven erhielten deshalb zusätzlich Dampf-, Druckluft- oder Saugluftbremsen. Der Dampfbremszylinder wurde auf der linken Seite unter dem Führerhausboden eingebaut und wirkt auf die gleiche Querwelle wie die Handbremse.
Die Lokomotiven der Bala Lake Railway verfügen über nur einen Regler für die Druckluftbremse, während die Druckluft von einem Kompressor im Zug erzeugt wird. Die Alan George dagegen erhielt eine dampfgetriebene Luftpumpe neben der Rauchkammer.
Zu den mit Saugluftbremse ausgerüsteten Lokomotiven gehören Velinheli und Britomart.

### Kupplungen
Die Zug- und Stoßvorrichtungen bestanden ursprünglich aus einem mittig angebrachten Kupplungsmaul sowie einfachen Holzklötzen als Puffer (die in der Tabelle angegebene Länge von 3,96 m bzw. 13 Fuß gilt für diese Ausführung). Die Puffer lagen im Dinorwic-Steinbruch weiter auseinander als in den Pen-yr-Orsedd- und Dorothea-Steinbrüchen.
Die Lokomotiven des Penrhyn-Steinbruchs hatten von Anfang an Mittelpufferkupplungen. Auch die beiden für den Hafen des Dinorwic-Steinbruchs gelieferten Lokomotiven hatten einen gefederten Mittelpuffer über der ansonsten mit den anderen Lokomotiven identischen Zugvorrichtung, sowie eine Vorrichtung zum Lösen der Kupplung vom Führerstand aus (ebenso wie die Lokomotiven der Mills Class und der Port Class). Für den späteren Einsatz im Steinbruch selbst erhielten sie die dort üblichen Holzklotz-Puffer.
Mit Ausnahme von Alice waren die Lokomotiven der Bala Lake Railway mit Federpuffern versehen, die den gleichen Abstand hatten wie die alten Holzpuffer. Inzwischen sind auch George B, Holy War und Maid Marian wieder mit Holzpuffern ausgestattet. Bei den übrigen Museumsbahnen eingesetzten Lokomotiven werden verschiedene Systeme von Mittelpufferkupplungen verwendet.

## Die Form der Rahmen

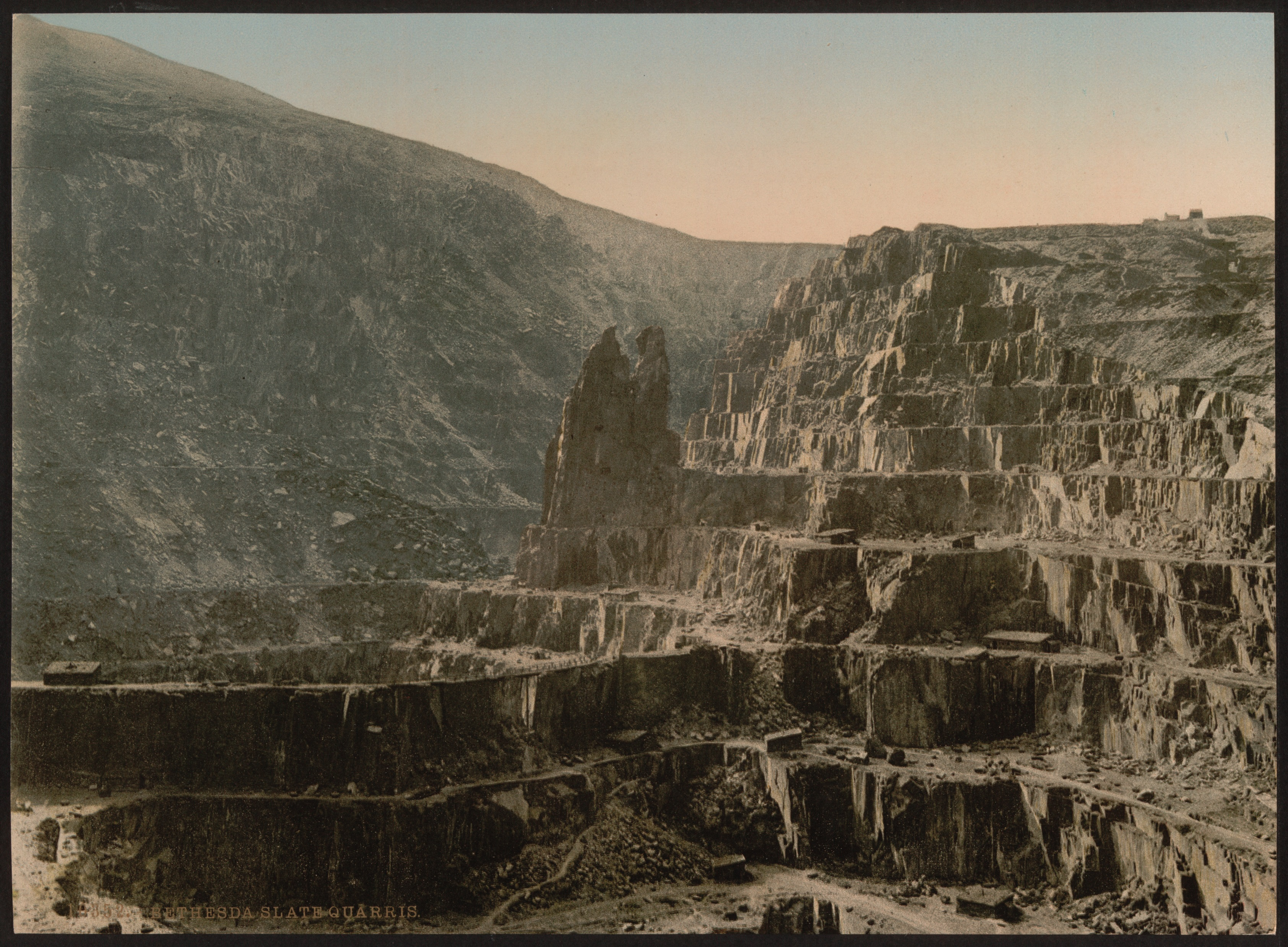
Die Galerien des Penrhyn-Steinbruchs um 1900

Der größte Unterschied zwischen den verschiedenen Lokomotiven besteht in der Form des Rahmens und der Bahnräumer bzw. Pufferbohlen an den Lokomotivenden. Bei den elf Maschinen der eigentlichen Alice Class sowie bei den vier für die Py-yr-Orsedd- und Dorothea-Steinbrüche gelieferten Lokomotiven ist der Rahmen auf der Unterseite an beiden Enden abgeschrägt, und die Pufferbohlen reichen nicht bis zu den Schienen hinunter.
Der Grund für diese Konstruktion war der Aufbau des Dinorwic-Steinbruchs, der aus mehreren Ebenen bzw. Galerien bestand, die durch mit Seiltrommeln betriebene Schrägaufzüge miteinander verbunden waren. Normalerweise blieb jede Lokomotiven auf „ihrer“ Ebene, aber z. B. für größere Wartungsarbeiten mussten sie über diese Steilrampen gezogen werden. Ohne die abgeschrägten Rahmenenden bestand dabei am unteren Ende dieser Rampen die Gefahr, dass die Lokomotiven am Übergang in die Steigung aufsetzten.
Es gab zwei Varianten dieser abgeschrägten Rahmen, die sich vor allem am hinteren Ende unterschieden: Bei den älteren Lokomotiven der Alice Class begann die Abschrägung bereits kurz nach den hinteren Rädern, während die Unterkante der Rahmen der jüngeren Lokomotiven hinter den Rädern zunächst waagerecht verlief und dann in einer kürzeren und dafür steileren Schräge endete.
Obwohl der Penrhyn-Steinbruch ebenfalls über zahlreiche Ebenen verfügte (siehe Bild), schien man dem Rampenproblem dort keine große Beachtung zu schenken, denn die Maschinen der Small Quarry Class wurden – wie auch die größeren dort eingesetzten Lokomotiven – mit waagerechten Rahmenunterseiten und bis zu den Schienen hinabreichenden und damit auch als Bahnräumer dienenden Pufferbohlen gebaut. Möglicherweise war der Grund dafür, dass die Lokomotiven ursprünglich für einen Teil des Steinbruchs beschafft wurden, in dem das Befahren von Rampen nicht notwendig war.
Die Rahmenform der Penrhyn-Maschinen wurde auch für die beiden Exemplare der Early Dinorwic Port Class verwendet, denn diese Lokomotiven waren für den Einsatz im Hafen des Steinbruchs vorgesehen, wo keine Rampen befahren werden mussten.
Doch auch die Hafen-Maschinen wurden später im Steinbruch selbst eingesetzt, wo ein Vorteil der bis zu den Schienen herabreichenden Bahnräumer darin bestand, dass sie wirksamer gegen zwischen den Schienen liegende Felsbrocken waren, die, falls sie unter die Lokomotive gerieten, Zylinderventile, Kuppelstangen, Exzenter oder andere Teile des Triebwerks beschädigen konnten.

## Teiletausch und Identität
Insbesondere im Dinorwic-Steinbruch wurden Teile der Lokomotiven freizügig untereinander ausgetauscht, um beschädigte oder in Überholung befindliche Lokomotiven so schnell wie möglich wieder einsetzen zu können. Dies betraf insbesondere die Kessel, deren Zahl größer war als die der Lokomotiven.
Die Identität der Dinorwic-Lokomotiven, also die Zuordnung zwischen Werknummer und Name, ist wegen dieser Austauschpraxis zum Teil etwas unsicher. Erschwerend dabei ist die Tatsache, dass die Rahmen der Maschinen, die üblicherweise als identitätsbestimmender Teil einer Lokomotive gelten, von Hunslet nicht mit den Werknummern gestempelt wurden. Die Namensschilder der Lokomotiven sind zudem am Wassertank befestigt, der relativ leicht ausgetauscht werden konnte, während das Tauschen der Namensschilder zumindest bei unterschiedlichen Längen nicht trivial war. Auch die Fabrikschilder waren nicht am Rahmen befestigt, sondern an den Seitenwänden des Führerstands.
Als weitgehend sicher gilt, das die Lokomotiven Nr. 492, King of Scarlets (die ursprüngliche Alice) und 822, Maid Marian ihre Identität gegen Ende der 1920er Jahre getauscht haben, denn die ältere Nr. 492 besitzt die neue Rahmenform und die neuere Nr. 822 die alte. Zudem wurden bei der Überholung der heute Maid Marian genannten Lokomotive zahlreiche Teile gefunden, die mit der 492 gestempelt waren, darunter so wesentliche Teile wie die Zylinder. Umstritten und wahrscheinlich nicht mehr abschließend zu klären ist, unter welchen Umständen dieser Tausch zustande gekommen ist. Diese Frage wird dadurch verkompliziert, dass die ursprüngliche Maid Marian die einzige Lokomotive mit Dampfdom gewesen war, und deshalb wurde auch Velinheli, die heute den einzigen Kessel mit Dom trägt, „verdächtigt“, in den Identitätstausch verwickelt gewesen zu sein. Dies konnte jedoch durch eine Überprüfung der gestempelten Teile weitgehend ausgeschlossen werden.
Jede Lokomotive enthält heute Teile von anderen Lokomotiven der Klasse und z. T. sogar von anderen, ähnlichen Klassen, nicht nur wegen der Wartungspraxis in den Steinbrüchen selbst, sondern auch wegen der Ersatzteilbeschaffung während der Restauration der ersten Lokomotiven. So wurde Alice ursprünglich nur geborgen, um an einen Kessel für Irish Mail zu kommen; die Entscheidung zur Restaurierung der Lokomotive (mit Hilfe eines Neubaukessels) ist erst später gefallen.

## Verbleib

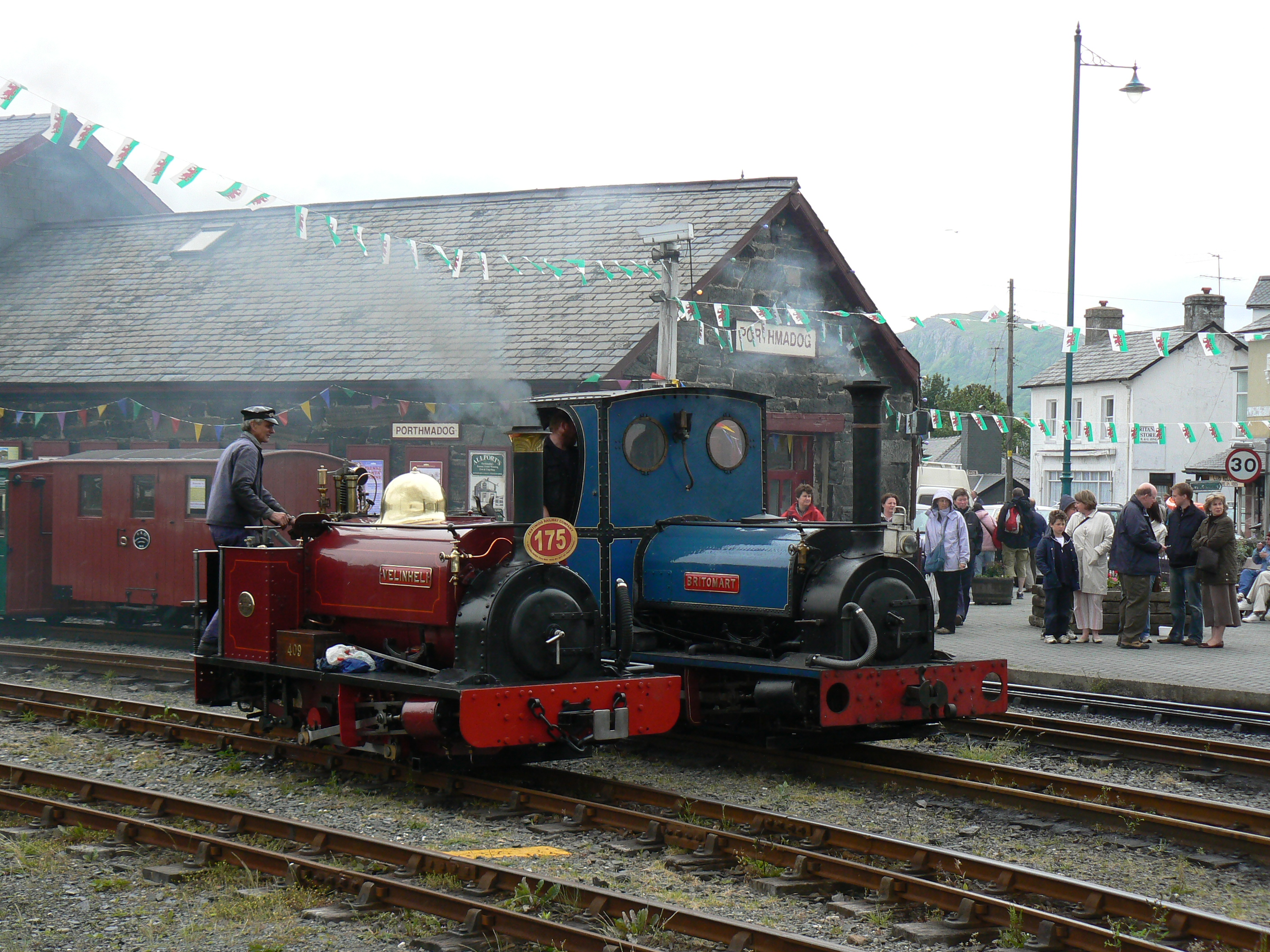
Velinheli und Britomart im Bahnhof von Porthmadog

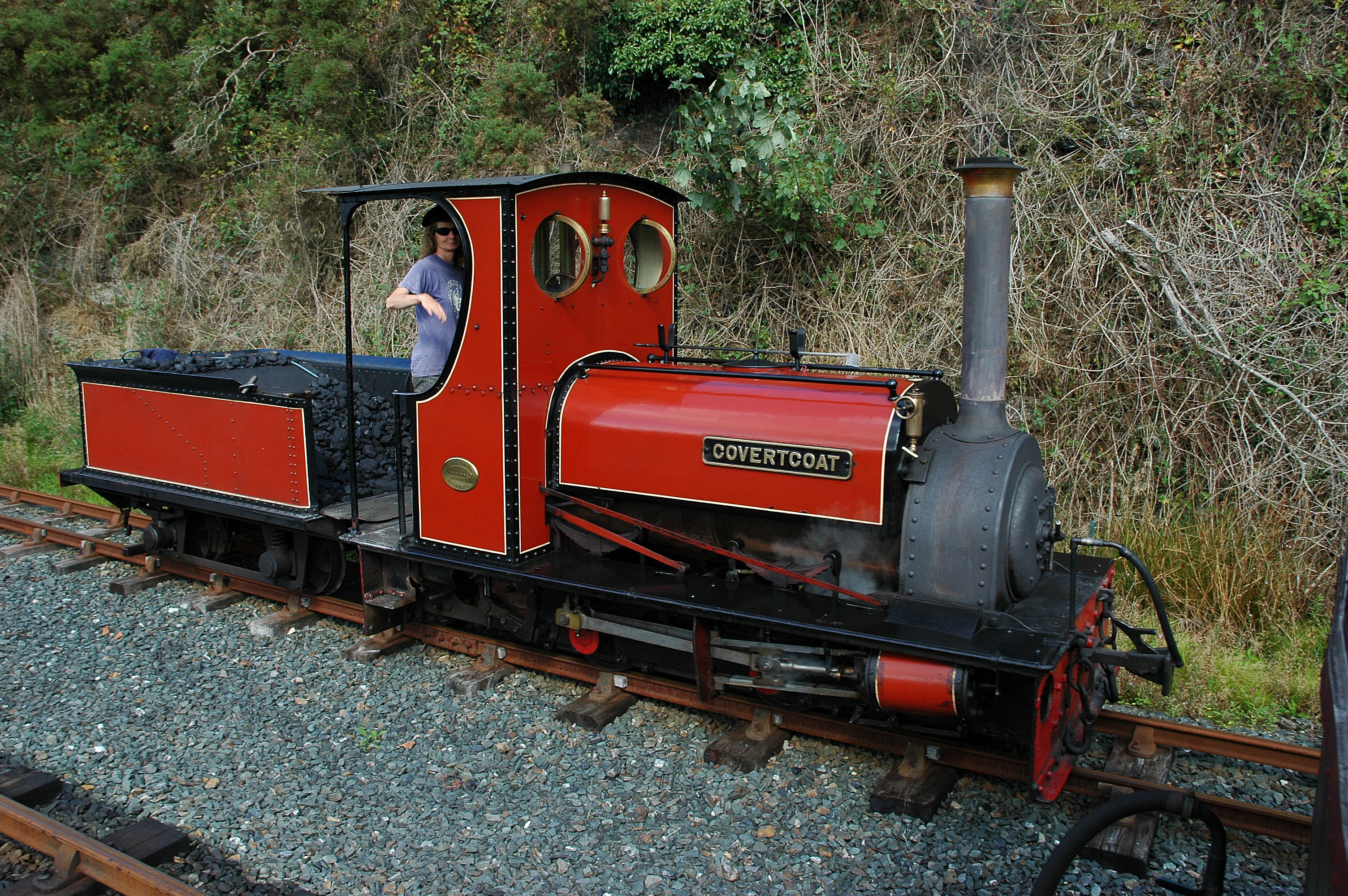
Die Covertcoat mit Schlepptender auf der Launceston Steam Railway

Die meisten Lokomotiven waren bis in die 1950er oder 1960er Jahre im Einsatz, als bereits ein großes Interesse an der Erhaltung von Dampflokomotiven bestand. Deswegen sind alle 21 Exemplare der Verschrottung entgangen, und 18 befinden sich derzeit in betriebsfähigem Zustand und sind auf verschiedenen Museumsbahnen im Einsatz (umgebaut auf Spurweiten zwischen 597 und 610 mm).
Obwohl der Betrieb mit Personenzügen über kilometerlange Strecken und mit (vergleichsweise) hoher Geschwindigkeit überhaupt nicht zu den ursprünglichen Anforderungen an die Lokomotiven gehörte, haben sie sich bei diesen Aufgaben gut bewährt. Zu den bemerkenswerten Leistungen gehört eine gemeinsame Fahrt von Velinheli und Alice auf der Ffestiniog Railway im Jahr 1997, als sie die fast 19 km lange Strecke zwischen Minffordd und Blaenau Ffestiniog in 49 Minuten zurücklegten – ein Schnitt von 23 km/h.
Vom Anbau von Führerhäusern und Dampf- und/oder automatischen Bremsen abgesehen erfuhr die Lok Covertcoat (Werk-Nr. 679) in ihrem „zweiten Leben“ die größte Veränderung: Sie erhielt einen zweiachsigen Schlepptender und ein Führerhaus ohne Rückwand, so dass das größere Vorräte mitgeführt werden können und das Bedienpersonal mehr Bewegungsfreiheit hat.
Wegen ihrer geringen Größe, die den Straßentransport auf normalen Lkw erlaubt, eignen sich die Lokomotiven gut für „Besuche“ auf anderen Museumsbahnen. So war die Velinheli mehrmals auf der Welsh Highland Railway zu Gast und war dort auch die erste Dampflokomotive, die auf dem neu erbauten Streckenabschnitt den Ort Beddgelert erreicht hat.
King of Scarlets (eigentlich Maid Marian, siehe Teiletausch und Identität) befand sich bei einem Sammler in Kanada, steht inzwischen aber im Museum der Statfold Barn Railway. Ebenso wie Rough Pup, die im Narrow Gauge Railway Museum in Tywyn ausgestellt ist, befindet sich die Lokomotive noch weitgehend in dem Zustand, in dem sie den Steinbruch verlassen hat. Nesta wurde aus Puerto Rico zurückgeholt und befindet sich derzeit in nicht aufgearbeitetem Zustand bei der Bala Lake Railway.
Sybil war für einige Jahre bei der Brecon Mountain Railway im Einsatz; da sie aber zu schwach für den zunehmenden Verkehr war, war sie seit 1981 eingemottet. 2012 wurde sie restauriert und ist seitdem wieder betriebsfähig. 2021 wurde sie an die private Richmond Light Railway verkauft.

## Übersicht
| Werk-Nr. | Baujahr | „Klasse“     | Namen                          | Derzeitiger Standort                         | Zustand                                           |
| -------- | ------- | ------------ | ------------------------------ | -------------------------------------------- | ------------------------------------------------- |
| 409      | 1886    | Alice        | Velinheli                      | Launceston Steam Railway (Cornwall)          | betriebsfähig                                     |
| 492      | 1889    | Alice        | Alice, King of the Scarlets    | Statfold Barn Railway                        | aus Kanada reimportiert, ausgestellt              |
| 493      | 1889    | Alice        | Enid, Red Damsel, Elidir       | Llanberis Lake Railway (Wales)               | betriebsfähig                                     |
| 541      | 1891    | Alice        | No. 1, Rough Pup               | Narrow Gauge Railway Museum in Tywyn (Wales) | ausgestellt                                       |
| 542      | 1891    | Alice        | No. 2, Cloister                | Statfold Barn Railway                        | betriebsfähig                                     |
| 605      | 1894    | Small Quarry | Margaret                       | Vale of Rheidol Railway (Wales)              | betriebsfähig                                     |
| 606      | 1894    | Small Quarry | Alan George                    | Teifi Valley Railway (Wales)                 | betriebsfähig                                     |
| 678      | 1898    | Early Port   | The First, Bernstein, Jonathan | ?                                            | betriebsfähig                                     |
| 679      | 1898    | Early Port   | The Second, Covertcoat         | Launceston Steam Railway                     | betriebsfähig, mit Schlepptender                  |
| 680      | 1898    | Alice        | Wellington, George B           | Bala Lake Railway (Wales)                    | betriebsfähig                                     |
| 704      | 1899    | Small Quarry | Nesta                          | Bala Lake Railway                            | aus Puerto Rico reimportiert, nicht betriebsfähig |
| 705      | 1899    | Small Quarry | Elin                           | Yaxham Light Railway (Norfolk)               | betriebsfähig                                     |
| 707      | 1899    | -            | Britomart                      | Ffestiniog Railway (Wales)                   | betriebsfähig                                     |
| 763      | 1901    | -            | Dorothea                       | Launceston Steam Railway                     | betriebsfähig                                     |
| 779      | 1902    | Alice        | No. 3, Holy War                | Bala Lake Railway                            | betriebsfähig                                     |
| 780      | 1902    | Alice        | No. 4, Alice                   | Bala Lake Railway                            | betriebsfähig                                     |
| 822      | 1903    | Alice        | No. 5, Maid Marian             | Bala Lake Railway                            | betriebsfähig                                     |
| 823      | 1903    | Alice        | No. 6, Irish Mail              | West Lancashire Light Railway                | betriebsfähig                                     |
| 827      | 1903    | -            | Sybil                          | Richmond Light Railway                       | betriebsfähig                                     |
| 849      | 1904    | Alice        | No. 7, Wild Aster, Thomas Bach | Llanberis Lake Railway                       | betriebsfähig                                     |
| 873      | 1905    | -            | Una                            | Llanberis Lake Railway                       | betriebsfähig                                     |